# Alling (Bawaria)
Alling – miejscowość i gmina w Niemczech, w kraju związkowym Bawaria, w rejencji Górna Bawaria, w regionie Monachium, w powiecie Fürstenfeldbruck. Leży około 5 km na południowy wschód od Fürstenfeldbruck, przy drodze B2.

## Demografia
Dane o ludności z 31 grudnia 2008:
| Opis                                | Ogółem | Ogółem | Kobiety | Kobiety | Mężczyźni | Mężczyźni |
| ----------------------------------- | ------ | ------ | ------- | ------- | --------- | --------- |
| Jednostka                           | osób   | %      | osób    | %       | osób      | %         |
| Populacja                           | 3478   | 100    | 1711    | 49,19   | 1767      | 50,81     |
| Wiek przedprodukcyjny (0–17 lat)    | 710    | 20,41  | 333     | 9,57    | 377       | 10,84     |
| Wiek produkcyjny (18–65 lat)        | 2169   | 62,36  | 1069    | 30,74   | 1100      | 31,63     |
| Wiek poprodukcyjny (powyżej 65 lat) | 599    | 17,22  | 309     | 8,88    | 290       | 8,34      |

## Polityka
Wójtem gminy jest Frederik Röder z CSU, rada gminy składa się z 16 osób.
|      | CSU | SPD | DGAFW | DGBH | BS | Razem |
| 2008 | 7   | 1   | 3     | 3    | 2  | 16    |
| 2002 | 6   | 1   | 4     | 3    | 2  | 16    |

### Współpraca
Miejscowość partnerska:
- Lannach, Austria

## Oświata
W gminie znajdują się dwa przedszkole (125 miejsc) oraz szkoła podstawowa (6 nauczycieli, 121 uczniów).